# Klaus Hoeltzenbein
Klaus Hoeltzenbein (* 1959) ist ein deutscher Sportjournalist.

## Werdegang
Hoeltzenbein war zwischen 2002 und 2010 unter Ressortleiter Ludger Schulze stellvertretender Leiter der Sportredaktion der Süddeutschen Zeitung. 2010 wurde Hoeltzenbein Schulzes Nachfolger und stand an der Spitze der Sportredaktion, bis er im Frühjahr 2021 ein Abfindungsangebot der Zeitung annahm und in den Vorruhestand eintrat.
Hoeltzenbein war der Herausgeber mehrerer Fußballbücher, darunter das 2014 erschienene Werk 2014 Brasil über die Fußball-Weltmeisterschaft 2014, France 2016 über die Europameisterschaft 2016 und 15:30 – Die Bundesliga.
Bei der Deutschen Akademie für Fußball-Kultur ist er Mitglied des Auswahlgremiums für den Deutschen Fußball-Kulturpreis und gehörte der Jury für den Fanpreis des Jahres 2013 und 2014 sowie für den Fußballspruch des Jahres 2016 an.